# Tracie Thoms
 Tracie Nicole Thoms (Baltimore, 19 de agosto de 1975) é uma atriz de televisão americana. Ela é conhecida por seus papéis em Rent, Cold Case, O Diabo Veste Prada, Death Proof, e a minissérie da Fox Wonderfalls.

## Vida
A atriz nasceu em cresceu em Baltimore, no estado americano de Maryland, filha de Mariana e Donald Thoms, e irmã de Austin. Começou no mundo artístico estudando teatro aos 10 anos e depois foi para a Escola de Artes de Baltimore (Baltimore School for the Arts). Thoms detém um BFA da Howard University e um diploma de pós-graduação na renomada Juilliard School.

## Carreira
Thoms é conhecida por seu papel de Mahandra McGinty no programa de televisão Wonderfalls. Ela também fez o papel de Sasha na versão americana da série de TV As If, que foi cancelada após três episódios. Entrou no elenco do seriado criminal Cold Case, como a detetive de homicídios Kat Miller. Thoms também fez aparições em séries como Law & Order and The Shield.
A atriz já apareceu em vários filmes, mais notavelmente na adaptação cinematográfica do musical da Broadway Rent. Ela assumiu o papel de Joanne Jefferson e se declarou fã da produção.
Thoms apareceu no filme de 2006 O Diabo Veste Prada como Lily. Thoms completou as filmagens no filme da City Lights Pictures, Descent junto com as co-estrelas de Rent, Wilson Jermaine Heredia e Rosario Dawson e logo deve começar as gravações do filme Jimmie. Recentemente, Thoms apareceu no filme Death Proof, de Quentin Tarantino.

## Filmografia
| Ano  | Título                        | Personagem       | Notas        |
| ---- | ----------------------------- | ---------------- | ------------ |
| 2004 | Brother to Brother            | Mãe              |              |
| 2005 | Everyone's Depressed          | Crystal          |              |
| 2005 | Rent                          | Joanne Jefferson |              |
| 2006 | The Devil Wears Prada         | Lily             |              |
| 2007 | Warrior Class                 | Thelma Rosbach   | Video        |
| 2007 | Descent                       | Denise           |              |
| 2007 | Death Proof                   | Kim              |              |
| 2007 | Sex and Breakfast             | Sarah            |              |
| 2008 | Rent: Filmed Live on Broadway | Joanne Jefferson |              |
| 2009 | Peter and Vandy               | Marissa          |              |
| 2009 | Good Hair                     | Ela mesma        |              |
| 2011 | I Will Follow                 | Tiffany          |              |
| 2012 | Safe House                    | Analista da CIA  |              |
| 2012 | Meeting Evil                  | Latisha Rogers   |              |
| 2012 | Looper                        | Beatrix          |              |
| 2013 | Raze                          | Teresa           |              |
| 2014 | Annie                         | Mãe de Annie     |              |
| 2016 | Equity                        | Melanie          |              |
| 2016 | The Drowning                  | Angela           |              |
| 2016 | The Watcher                   | Amanda           |              |
| 2018 | The Basement                  | Lauren           |              |
| 2019 | Emmett                        | Sandra           | Pós-produção |
| 2025 | Good American Family          | Randi Burch      |              |

| Ano           | Título                         | Personagem                     | Notas                                                                     |
| ------------- | ------------------------------ | ------------------------------ | ------------------------------------------------------------------------- |
| 2002          | America's Most Terrible Things | Terri                          | Filme de TV                                                               |
| 2002          | As If                          | Sasha                          | Protagonista                                                              |
| 2002          | Porn 'n Chicken                | Andrea                         | Filme de TV                                                               |
| 2003          | The Shield                     | Bonnie                         | Episódio: "Dominoes Falling"                                              |
| 2004          | Wonderfalls                    | Mahandra McGinty               | Protagonista                                                              |
| 2005          | Law & Order                    | Linda Ziman                    | Episódio: "Mammon"                                                        |
| 2005          | Independent Lens               | Mãe no Subway                  | Episódio: "Brother to Brother"                                            |
| 2005–2010     | Cold Case                      | Kat Miller                     | Principal (temporadas 3-7); 97 episódios                                  |
| 2008          | This Can't Be My Life          | Rachel Brooks                  | Episódio: "The Pink Pages"                                                |
| 2009          | Private Practice               | Colette                        | Episódio: "Pushing the Limits"                                            |
| 2010          | Human Target                   | Michelle                       | Episódio: "Dead Head"                                                     |
| 2011          | Wonder Woman                   | Etta Candy                     | Piloto de televisão não lançado                                           |
| 2011          | Suits                          | Becky                          | Episódio: "Tricks of the Trade"                                           |
| 2011          | Bandwagon: The Series          | Tracie Thoms                   | Principal; 11 episódios                                                   |
| 2011          | Harry's Law                    | ADA Katherine Kepler           | Recorrente; 4 episódios                                                   |
| 2013          | Emily Owens, M.D.              | Natalia Gorgia                 | Episódio: "Emily and... The Teapot"                                       |
| 2013          | Gothica                        | Mina                           | Piloto de televisão não lançado                                           |
| 2013          | The Good Wife                  | Judy Bishop                    | Episódio: "Runnin' with the Devil"                                        |
| 2013          | Person of Interest             | Monica Jacobs                  | Episódio: "Trojan Horse"                                                  |
| 2014          | Veep                           | Alicia Bryce                   | Episódio: "Alicia"                                                        |
| 2014          | Catfish: A Série               | Ela mesma                      | Episódio: “Tracie & Sammie”                                               |
| 2016–2018     | Love                           | Susan Cheryl                   | Recorrente; 10 episódios                                                  |
| 2016          | The Mindy Project              | Kathy                          | Episódio: "My Kid Stays in the Picture"                                   |
| 2016          | BrainDead                      | Ashley Cook                    | Episódio: "Taking on Water: How Leaks in D.C. Are Discovered and Patched" |
| 2017          | Criminal Minds                 | Monica Walker                  | Episódios: “Unforgettable”, “Wheels Up”                                   |
| 2017          | American Gods                  | Buffer                         | Episódio: "Lemon Scented You"                                             |
| 2017–presente | Gone                           | Agente do FBI Maya Kennedy     | Protagonista; 10 episódios                                                |
| 2017          | Wisdom of the Crowd            | Agente Especial Lydia Driscoll | Episódio: "Denial of Service"                                             |
| 2018–presente | 9-1-1                          | Karen Wilson                   | Recorrente; 8 episódios                                                   |
| 2018          | UnREAL                         | Fiona Berlin                   | Recorrente (temporadas 3-4); 10 episódios                                 |
| 2018          | The First                      | Nancy                          | Recorrente; 4 episódios                                                   |
| 2018          | Grey's Anatomy                 | Roberta Gibbs                  | Episódio: "Flowers Grow Out of My Grave"                                  |
| 2019          | Truth Be Told                  | Desireé Scoville               | Protagonista; pós-produção                                                |
| 2019          | Abby's                         | Emily                          | Episódio: "Book Club"                                                     |

| Ano       | Título        | Personagem       | Notas               |
| --------- | ------------- | ---------------- | ------------------- |
| 2004      | Drowning Crow | Mary Bow         |                     |
| 2008      | Rent          | Joanne Jefferson | Reapresentação      |
| 2010      | Rent          | Joanne Jefferson | Hollywood Bowl      |
| 2011–2012 | Stick Fly     | Taylor           |                     |
| 2014      | Lost Lake     | Veronica         |                     |
| 2016-2017 | Falsettos     | Charlotte        | Revival da Broadway |